# Вебб, Холли
Хо́лли Вебб (род. 4 февраля 1976, Лондон) — британская детская писательница.
По данным Russia Beyond the Headlines, по итогам 2016 года она вошла в десятку самых популярных в России детских писателей. Тогда за год в этой стране было издано 97 её книг общим тиражом 595000 экземпляров.
В Казахстане её книга «Призрак кошки» (англ. Maisie Hitchins and the Case of the Phantom Cat) стала 5-й самой продаваемой книгой для подростков в 2017 году.
Произведения Холли Вебб также очень популярны в Польше. На февраль 2013 года книги из её серии Animal Stories (для девочек от 6 до 10 лет) разошлись там более чем в 500000 экземпляров.

## Произведения
Целевая аудитория серии книг Animal Stories — девочки и мальчики от 6 до 10 лет. В 2013 году Вебб представила публике новую серию Animal Magic, предназначенную уже для девочек и мальчиков постарше, от 8 до 13.